# وحدات إمبراطورية

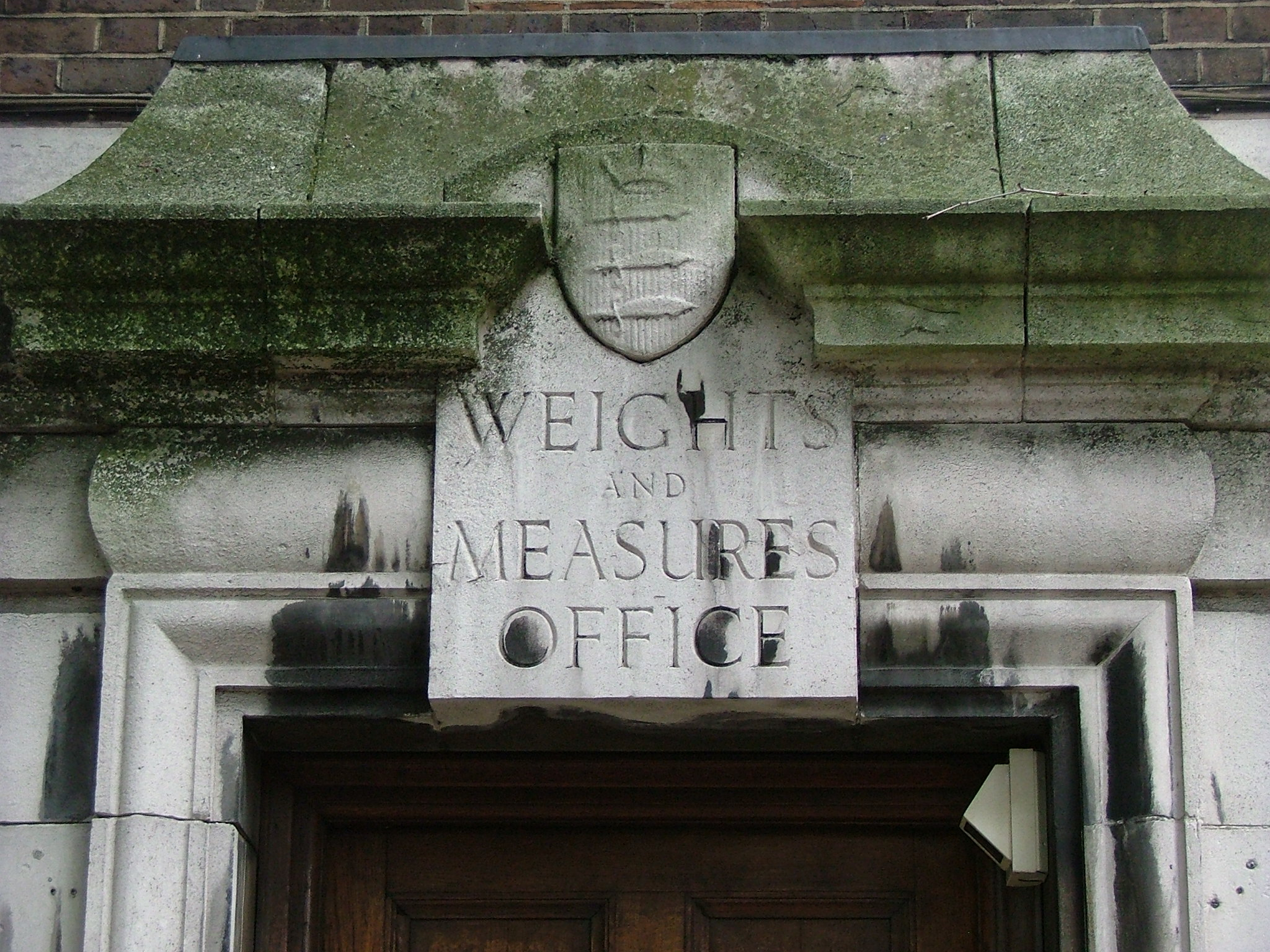
مكتب الأوزان والمقاييس السابق في سيفن سيسترز، لندن (Seven Sisters, London).

وحدات القياس الإنجليزية أو نظام وحدات القياس الإمبراطورية (بالإنجليزية: imperial system of units) أو النظام الإمبراطوري (بالإنجليزية: imperial system) أو النظام الإنجليزي للوحدات (والمعروف أيضًا باسم النظام البريطاني الإمبراطوري) هو نظام وحدات القياس الذي تم تعريفه لأول مرة في قانون الأوزان والمقاييس البريطاني لعام 1824م، والذي تم تنقيحه واختزاله في وقت لاحق. وقد دخل هذا النظام حيز الاستخدام الرسمي عبر أنحاء الإمبراطورية البريطانية. تحولت رسميًا معظم البلدان التي كانت تتبع الإمبراطورية السابقة إلى استخدام النظام المتري كنظام أساسي للقياس وفي أواخر القرن العشرين الميلادي (التحول إلى النظام المتري)، غير أن المملكة المتحدة بدأت في تطبيق هذا النظام جزئيًا فقط اعتبارًا من عام 2011م.

## الطول

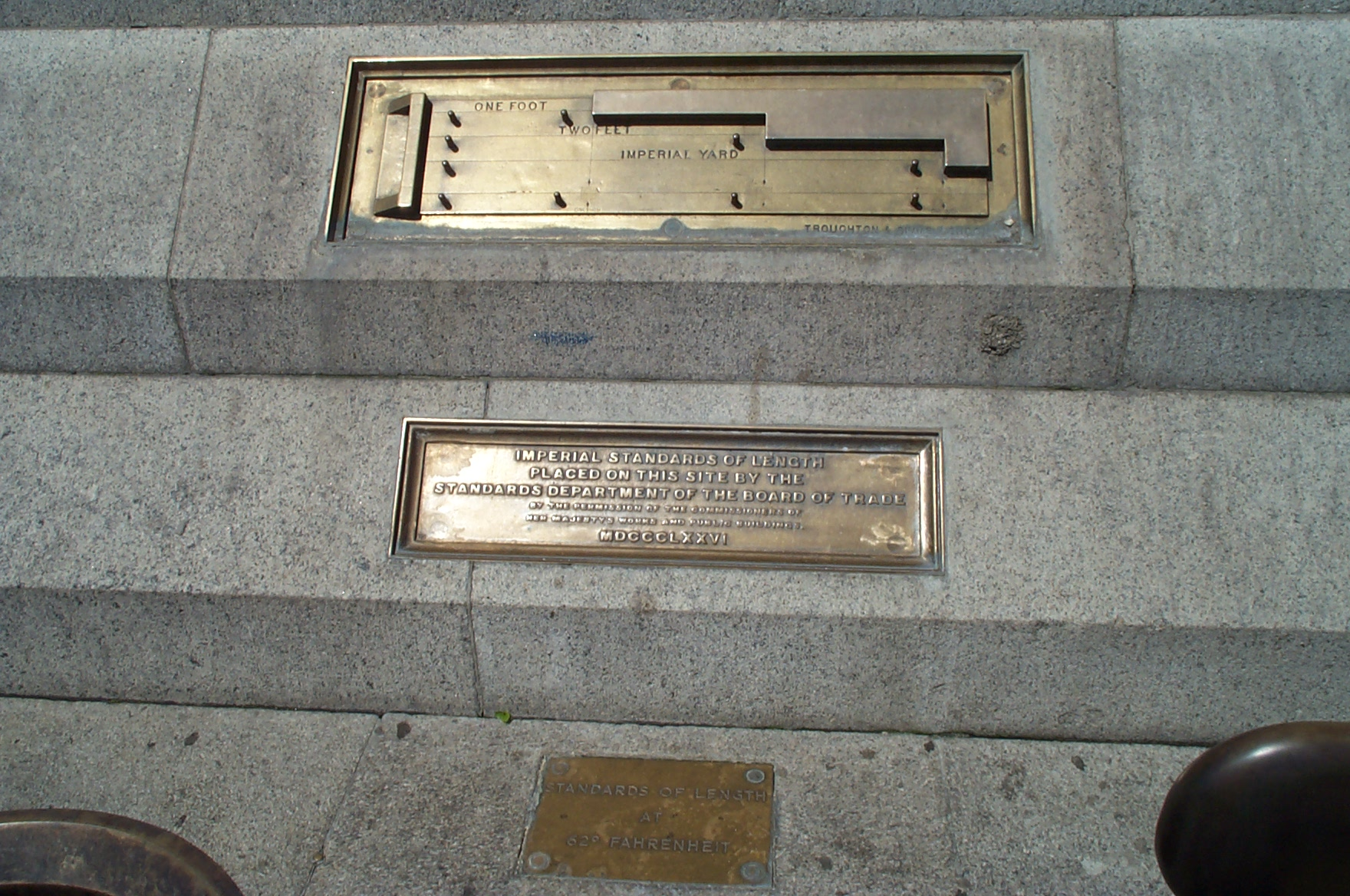
معايير قياس الطول الإمبراطورية عام 1876م في ميدان الطرف الأغرّ (Trafalgar Square)، لندن.

| الوحدة                                                     | قيمتها بالنسبة إلى الوحدة سابقة | قدم     | مليمتر   | متر         | ملاحظات |
| ---------------------------------------------------------- | ------------------------------- | ------- | -------- | ----------- | --- |
| تويپ (Twip)                                                |                                 | 1⁄17280 | 0.017638 | 0.000017638 | وحدة قياس طباعية أو قياس مطبعي، ويُقصد بها الوحدات المستخدمة في الطباعة مثل: النقطة (point)، والپيكا (pica)، وغيرها لقياس حجم الحروف والمسافات في التنضيد.                                |
| ظو (th) جزء من ألف من البوصة                               | 1.44 تويپ                       | 1⁄12000 | 0.0254   | 0.0000254   | اختصار لعبارة "ألف من البوصة" (thousandth of an inch). ويُعرف أيضًا باسم "mil". أيضا 25.4 ميكرون μm                                                                                        |
| شعيرة                                                      | 3331⁄3 ظو                       | 1⁄36    | 8.46     | 0.00846     | 1⁄3 بوصة |
| بوصة (in)                                                  | 3 شعيرة                         | 1⁄12    | 25.4     | 0.0254      | 1 متر ≡ 47⁄127 39 بوصة |
| قبضة (hh)                                                  | 4 بوصة                          | 1⁄3     | 101.6    | 0.1016      | تُستخدم لقياس ارتفاع الخيول. |
| قدم (ft)                                                   | 3 قبضات                         | 1       | 304.8    | 0.3048      | 12 بوصة |
| ياردة (yd)                                                 | 3 قدم                           | 3       | 914.4    | 0.9144      | مُعرَّف بأنه يساوي بالضبط 0.9144 متر بموجب اتفاقية الياردة والرطل الدولية لعام 1959. |
| سلسلة ‏ (ch)                                                | 22 ياردة                        | 66      | 20,116.8 | 20.1168     | 100 وصلة (links)، أو 4 قضبان (rods)، أو عُشر الفرلنغ (1⁄10 furlong). وهو المسافة بين الويكيتين (Wicket) في ملعب الكريكيت.                                                                 |
| فرلنغ (fur)                                                | 10 chains                       | 660     |          | 201.168     | 220 ياردة |
| ميل                                                        | 8 furlongs                      | 5,280   |          | 1,609.344   | 1,760 ياردة |
| دوري (lea)                                                 | 3 ميل                           | 15,840  |          | 4,828.032   | لم تعد تستخدم كوحدة رسمية في أي دولة. |
| الوحدات البحرية                                            |                                 |         |          |             | |
| قامة                                                       | ~2 ياردة                        | 6       | 1,828.8  | 1.8288      | The British الأميرالية in practice used a fathom as 6 feet. This was despite its being 1/1000 of a nautical mile (i.e. 6.08 feet) until the adoption of the international nautical mile. |
| كابل                                                       | 100 fathoms                     | 608     |          | 185.3184    | عُشر الميل البحري. وعند استخدامه، كان يُقرّب اصطلاحًا إلى 100 قامة (fathoms). |
| ميل بحري                                                   | 10 cables                       | 6,080   |          | 1,853.184   | تُستخدم لقياس المسافات في البحر. وحتى اعتماد التعريف الدولي البالغ 1,852 مترًا في عام 1970، كانت الميل البحري البريطاني (ميل الأميرالية Admiralty) مُعرّفًا بأنه يساوي 6,080 قدمًا.            |
| وحدات المسح الخاصة بـ Gunter (منذ القرن السابع عشر فصاعدًا) |                                 |         |          |             | |
| link                                                       | 7.92 inches                     | 66/100  | 201.168  | 0.201168    | واحد من مئة (¹⁄₁₀₀) من طول السلسلة (chain)، وواحد من ألف (¹⁄₁₀₀₀) من طول الفرلنغ (furlong).                                                                                              |
| قصبة (وحدة قياس)                                           | 25 links                        | 66⁄100  | 5,029.2  | 5.0292      | القضيب (Rod) يُعرف أيضًا باسم "العمود (Pole)" أو "القصبة (Perch)"، ويعادل 5 ونصف ياردة (5½ yards).                                                                                         |
| سلسلة ‏                                                     | 4 rods                          | 66      |          | 20.1168     | 100 links or 1/10 of a furlong |

### المساحة
| الوحدة | بالنسبة لوحدات الطول | قدم مربع | قضبان مربعة | ميل مربع | متر مربع      | هكتار    | ملاحظات |
| --- | -------------------- | -------- | ----------- | -------- | ------------- | -------- | --- |
| قصبة | 1 rod × 1 rod        | 272.25   | 1           | 1/102400 | 25.29285264   | 0.002529 | على الرغم من أن المصطلح الصحيح هو القضيب المربع (square rod)، إلا أن هذه الوحدة كانت تُعرف لقرون باسم العمود (pole) أو القصبة (perch)، أو بشكل أدق العمود المربع (square pole) أو القصبة المربعة (square perch). |
| rood | 1 furlong × 1 rod    | 10,890   | 40          | 1/2560   | 1,011.7141056 | 0.1012   | القضيب = 1,210 ياردة مربعة. |
| أكر | 1 furlong × 1 chain  | 43,560   | 160         | 1/640    | 4,046.8564224 | 0.4047   | واحد فدان هو 4,840 ياردة مربعة |
| ملاحظة: جميع التحويلات المكافئة دقيقة تمامًا، باستثناء الهكتارات، فهي دقيقة حتى 4 أرقام معنوية (significant figures). |                      |          |             |          |               |          | |

## وصلات خارجية
- British Weights And Measures Association
- Canada Weights and Measures Act 1970-71-72
- General table of units of measure – NIST – pdf
- How Many? A Dictionary of Units of Measurement
- Statutory Instrument 1995 No. 1804 Units of Measurement Regulations 1995